# ウテ族
ウテ族（ウテぞく、Wute）は、カメルーンに住む部族。

## 居住地
カメルーン中部のサバンナ地帯に住んでいる。各村は整っており、かつては周囲に堀をめぐらせていたこともあった。
泥で作り、中央の1本の柱で支える円筒形の家に住んでいる。

## 生活
男性は狩猟と開墾、女性は作物の植え付けと手入れを受け持っている。主食はトウモロコシ。
ほとんどの男性が複数の妻を持つ。

## 宗教
近年、一部にイスラム教徒の存在が認められている。